# Президентские выборы в США (1944)
Президентские выборы в США 1944 года проходили 7 ноября в разгар Второй мировой войны. Несмотря на то, что Франклин Рузвельт был президентом уже три срока подряд, он оставался очень популярным среди американцев. Теперь, в отличие от предыдущих выборов 1940 года, никто не ставил под сомнение легитимность его выдвижения от Демократической партии. Республиканцы выдвинули губернатора Нью-Йорка Томаса Дьюи, который провёл интенсивную предвыборную кампанию, но мало кто сомневался в окончательной победе Рузвельта, особенно во время полыхающей в мире войны. Рузвельт в четвёртый раз подряд был избран президентом, что, как и его третье избрание четырьмя годами ранее, осталось исключительным случаем в американской истории и политике. Позднее в США была принята поправка к Конституции, согласно которой один человек ни при каких условиях не может быть президентом страны больше двух законных сроков (как подряд, так и с перерывом). Таким образом, даже в случае новых мировых войн и/или иных военных, политических, экономических, эпидемиологических и прочих катаклизмов, Рузвельт останется единственным президентом, зашедшим на третий, четвёртый и так далее срок.
Впрочем, Франклин Рузвельт прожил лишь несколько месяцев своего 4-го президентского срока. Он умер 12 апреля 1945 года в результате обширного геморрагического инсульта, после чего в соответствии с Конституцией страны вице-президент Гарри Трумэн стал 33-м президентом США.

## Выборы

### Демократическая партия
Президент Рузвельт был популярен и не встречал значительной формальной оппозиции. Хотя многие южные демократы не доверяли расовой политике Рузвельта, он провёл в регионе огромную военную деятельность, и конец его маргинального статуса был близок. Ни одна крупная фигура публично не выступала против Рузвельта, и на съезде Демократической партии, которые проходил в Чикаго с 19 по 21 июля был легко выдвинут повторно. Некоторые выступающие за сегрегацию делегаты пытались объединиться вокруг сенатора от Виргинии Гарри Берда, но он отказался вести активную кампанию против Рузвельта и не набрал достаточно делегатов, чтобы серьёзно угрожать шансам президента.
Очевидное физическое ухудшение внешности президента, а также слухи о тайных проблемах со здоровьем побудили многих делегатов и партийных лидеров решительно выступить против выдвижения вице-президента Генри Уоллеса на второй срок. Оппозиция Уоллесу исходила особенно от католических лидеров в больших городах и умеренных демократов. Уоллес, бывший вице-президентом Рузвельта с января 1941 года, считался большинством консерваторов слишком левым и лично эксцентричным, чтобы быть следующим в очереди на пост президента. Он так плохо работал в качестве экономического координатора, что Рузвельту пришлось сместить его с этого поста.
Влиятельная группа партийных лидеров пыталась убедить Рузвельта не оставлять Уоллеса на посту вице-президента. Они рассматривали несколько человек на замену Уоллесу. Среди возможных кандидатов были Джеймс Ф. Бирнс, «помощник президента» Рузвельта, который изначально был заметной альтернативой, член Верховного суда Уильям О. Дуглас, сенаторы США Олбен У. Баркли и Гарри С. Трумэн, а также промышленник Генри Дж. Кайзер. и спикер Палаты представителей Сэм Рейберн. В конце концов группа остановилась на Трумэне, но это решение было второстепенным по отношению к цели не выдвигать Уоллеса. К концу весны 1944 года группе удалось настроить Рузвельта против Уоллеса, но президент не сказал об этом Уоллесу напрямую и по-прежнему отказывался поддерживать кого-либо, кроме него. В мае президент отправил Уоллеса в поездку по Китаю и Советскому Союзу, вероятно, с намерением вывезти его из страны в неудобное время и помешать его предвыборной кампании.
Рузвельт предпочел Бирнса как лучшую альтернативу и решил выдвинуть его в качестве кандидата от партии на пост вице-президента, если делегаты от партии откажутся повторно выдвинуть кандидатуру Уоллеса на Национальном съезде Демократической партии 1944 года. 11 июля лидеры встретились с Рузвельтом в Белом доме. Они рекомендовали Трумэна. Бирнс был отклонён из-за его непопулярности среди негров и в рабочем движении. Кроме того, Бирнс, который родился католиком, покинул церковь, чтобы стать епископалом, что оттолкнуло бы многих избирателей-католиков, которые были центральной частью коалиции Нового курса. Трумэн был идеальным компромиссным кандидатом. Он поддерживал администрацию по большинству вопросов, был приемлем для профсоюзов и выступал против переизбрания Рузвельта на третий срок, что понравилось консервативным антирузвельтовским демократам. Он поддерживал внешнюю политику Рузвельта, но был близок к изоляционистам Сената, таким как Бёртон К. Уилер. Рузвельт плохо знал Трумэна, но он знал о руководстве сенатора Комитетом Трумэна и о том, что он был верным сторонником Нового курса. Рузвельт предложил Уильяма О. Дугласа, но партийные руководители возразили, предложив Трумэна.
Уоллес и Бирнс не соглашались отказаться от выдвижения, если только сам президент не попросит их. Рузвельт не хотел разочаровывать ни одного кандидата. Он сказал Уоллесу: «Надеюсь, это будет та же старая команда». Но Уоллес все же понял истинные намерения президента и записал в своем дневнике: «Он хотел бросить меня как можно бесшумнее». Рузвельт также пообещал написать письмо, в котором говорилось, что если бы он, Рузвельт, был делегатом съезда, он проголосовал бы за Уоллеса. Бирнсу Рузвельт сказал: «Вы самый квалифицированный человек, и вы не должны выходить из гонки. Если вы останетесь в гонке, вы обязательно выиграете». Он также объяснил Бирнсу, что у него возникли проблемы с Уоллесом, который отказался уйти, если президент не сказал ему об этом, и что он напишет Уоллесу теплое письмо.
Многие делегаты слева отказались оставить Уоллеса и проголосовали за него на первом голосовании. Однако достаточно крупных северных, средних и южных штатов поддержали Трумэна, чтобы дать ему победу на втором голосовании. Борьба за выдвижение на должность вице-президента оказалась важной: Рузвельт умер в апреле 1945 года, а Трумэн вместо Уоллеса стал тридцать третьим президентом.

### Республиканская партия
В начале 1944 года лидерами на выдвижение от республиканцев считались Уэнделл Уилки, кандидат от партии в 1940 году, сенатор Роберт А. Тафт от Огайо, лидер консерваторов партии, губернатор Нью-Йорка Томас Э. Дьюи, лидер умеренного северо-восточного крыла партии, генерал Дуглас Макартур, в то время служивший командующим союзников на Тихоокеанском театре военных действий, и бывший губернатор Миннесоты Гарольд Стассен, в то время служивший офицером ВМС США на Тихом океане. Тафт удивил многих, отказавшись баллотироваться в президенты, поскольку хотел остаться в Сенате; вместо этого он выразил поддержку своему товарищу-консерватору из Огайо, губернатору Джону У. Брикеру.
Когда Тафт выбыл из гонки, некоторые консерваторы-республиканцы отдали предпочтение генералу Макартуру. Однако шансы Макартура были ограничены тем фактом, что он вел союзные войска против Японии и, следовательно, не мог вести кампанию за выдвижение кандидатуры. Тем не менее его сторонники представили его имя на праймериз в Висконсине, но Дьюи выиграл их с удивительно большим отрывом. Он взял четырнадцать делегатов против четырех за Гарольда Стассена, а Макартур выиграл трех оставшихся делегатов. Уилки не выиграл ни одного делегата. Его неожиданно плохие результаты в Висконсине вынудили его снять свою кандидатуру. Однако на момент своей внезапной смерти в начале октября 1944 года Уилки не поддерживал ни Дьюи, ни Рузвельта. На Республиканском национальном съезде, проходившем в Чикаго с 26 по 28 июня Дьюи легко победил Брикера и был выдвинут на пост президента на первом голосовании. Дьюи выбрал Брикера кандидатом в вице-президенты. Первоначально Дьюи предпочитал другого либерала, губернатора Калифорнии Эрла Уоррена, но согласился с Брикером, чтобы сохранить единство партии (Уоррен баллотировался вместе с Дьюи на выборах 1948 года).

### Кампания
Важный вопрос заключался в том, кого из лидеров, Рузвельта или Дьюи, следует выбрать для критических дней миротворчества и восстановления после окончания войны. Большинство американских избирателей пришли к выводу, что они должны сохранить правящую партию, и особенно президента, который ее представляет. Они также считали небезопасным делать это в «военное время» ввиду постоянно растущих внутренних разногласий.
Республиканцы выступали с критикой Нового курса Рузвельта и призывали к сокращению правительства и к менее регулируемой экономике. Тем не менее, Рузвельт обладал высокой популярностью среди американцев. Для того, чтобы заглушить слухи о своём плохом здоровье, Рузвельт предпринял огромные усилия для активной кампании в октябре и постоянно появлялся на улицах городов в открытом автомобиле. Особенно он отметился своей речью на собрании лидеров профсоюзов, которая транслировалась по радио. В ней он поднял на смех заявления республиканцев о том, что его администрация коррумпирована и разбрасывается деньгами налогоплательщиков. Речь сопровождалась смехом и аплодисментами аудитории. В ответ на предыдущие обвинения республиканцев, будто бы он посылал военный корабль, чтобы забрать своего шотландского терьера Фалу с Аляски, Рузвельт отметил, что Фала «был разгневан» этими слухами.
Республиканский кандидат Дьюи, в свою очередь, через несколько дней выступил по национальному радио в Оклахома-Сити, где обвинил Рузвельта в качестве незаменимого для коррумпированных организаций демократов в больших городах и коммунистов и в расточительстве, сказав, что администрация Рузвельта — это команда мотов. Однако военные победы США в Европе и на Тихом океане, такие как освобождение Парижа в августе 1944 и успешное морское сражение в заливе Лейте на Филиппинах в октябре, сделали Рузвельта непотопляемым.

### Результаты
| Кандидат          | Партия                  | Избиратели | Избиратели | Выборщики |
| Кандидат          | Партия                  | Количество | %          | Выборщики |
| ----------------- | ----------------------- | ---------- | ---------- | --------- |
| Франклин Рузвельт | Демократическая партия  | 25 612 916 | 53,4 %     | 432       |
| Томас Эдмунд Дьюи | Республиканская партия  | 22 017 929 | 45,9 %     | 99        |
| без кандидата     | Texas Regulars          | 135 439    | 0,3 %      | 0         |
| Норман Томас      | Социалистическая партия | 79 017     | 0,2 %      | 0         |
| Клод Уотсон       | Партия запрета          | 74 758     | 0,2 %      | 0         |
| другие            | -                       | 57 004     | 0,1 %      | 0         |
| Всего             | Всего                   | 47 977 063 | 100 %      | 531       |

На протяжении всей кампании Рузвельт лидировал во всех опросах с разным отрывом. В день выборов действующий президент одержал победу над своим соперником-республиканцем. Рузвельт выиграл в 36 штатах, набрав 432 голоса выборщиков (для победы требовалось 266), а Дьюи выиграл двенадцать штатов и 99 голосов выборщиков. В ходе всенародного голосования Рузвельт получил 25 612 916 голосов (53,4 %) против 22 017 929 голосов Дьюи (45,9 %). На следующее утро Дьюи уступил в обращении по радио, но отказался лично позвонить или отправить телеграмму президенту Рузвельту. Рузвельт отправил Дьюи телеграмму следующего содержания: «Я благодарю вас за ваше заявление, которое я услышал в эфире несколько минут назад».
Дьюи выступил против Рузвельта лучше, чем любой из трех предыдущих противников Рузвельта-республиканца: процент Рузвельта и разница в общем числе голосов были меньше, чем в 1940 году. Дьюи также получил личное удовлетворение от того, что финишировал впереди Рузвельта в своем родном городе Гайд-парк, штат Нью-Йорк. и впереди Трумэна в его родном городе Индепенденс, штат Миссури. Дьюи снова стал кандидатом в президенты от республиканцев в 1948 году, бросив вызов президенту Трумэну (который занял этот пост после смерти Рузвельта), и снова проиграл, хотя и с несколько меньшим перевесом голосов избирателей и выборщиков.
Из 3095 округов / независимых городов, получивших результаты, Рузвельт получил наибольшее количество голосов в 1751 (56,58 %), а Дьюи — 1343 (43,39 %). Texas Regulars победили в одном округе (0,03 %).
В Нью-Йорке только совместная поддержка американских лейбористской и либеральной партий позволила Рузвельту выиграть голоса выборщиков в своем родном штате.
В 1944 году постоянно растущий протест южан против руководства Рузвельта стал наиболее очевидным в Техасе, где 135 553 человека проголосовали против Рузвельта, но не за республиканцев. Texas Regulars возникли в результате раскола Демократической партии Техаса на её съездах, состоявшихся 23 мая и 12 сентября 1944 года. Они призывали к «восстановлению прав, которые были уничтожены коммунистическим Новым курсом» и «восстановлением господства белой расы». ИХ кандидаты в выборщики не были проинструктированы голосовать за кого-либо.
Как и в 1940 году, Рузвельт выиграл переизбрание с меньшим процентом как голосов выборщиков, так и голосов избирателей, чем он получил на предыдущих выборах, — второй из трех американских президентов, сделавших это, ему предшествовал Джеймс Мэдисон в 1812 году, а за ним последовал Барак Обама в 2012 году. Эндрю Джексон в 1832 году и Гровер Кливленд в 1892 году получили больше голосов выборщиков, но меньше голосов избирателей, в то время как Вудро Вильсон в 1916 году получил больше голосов избирателей, но меньше голосов выборщиков.
Это последние выборы, на которых Нью-Гэмпшир и Орегон голосовали за демократов до 1964 года, и последние, на которых Коннектикут, Делавэр, Мэриленд, Мичиган, Нью-Джерси, Нью-Йорк и Пенсильвания голосовали за демократов до 1960 года. Это одни из трех выборов с 1896 года, в которых победитель проиграл в Огайо.